# 고태 조명

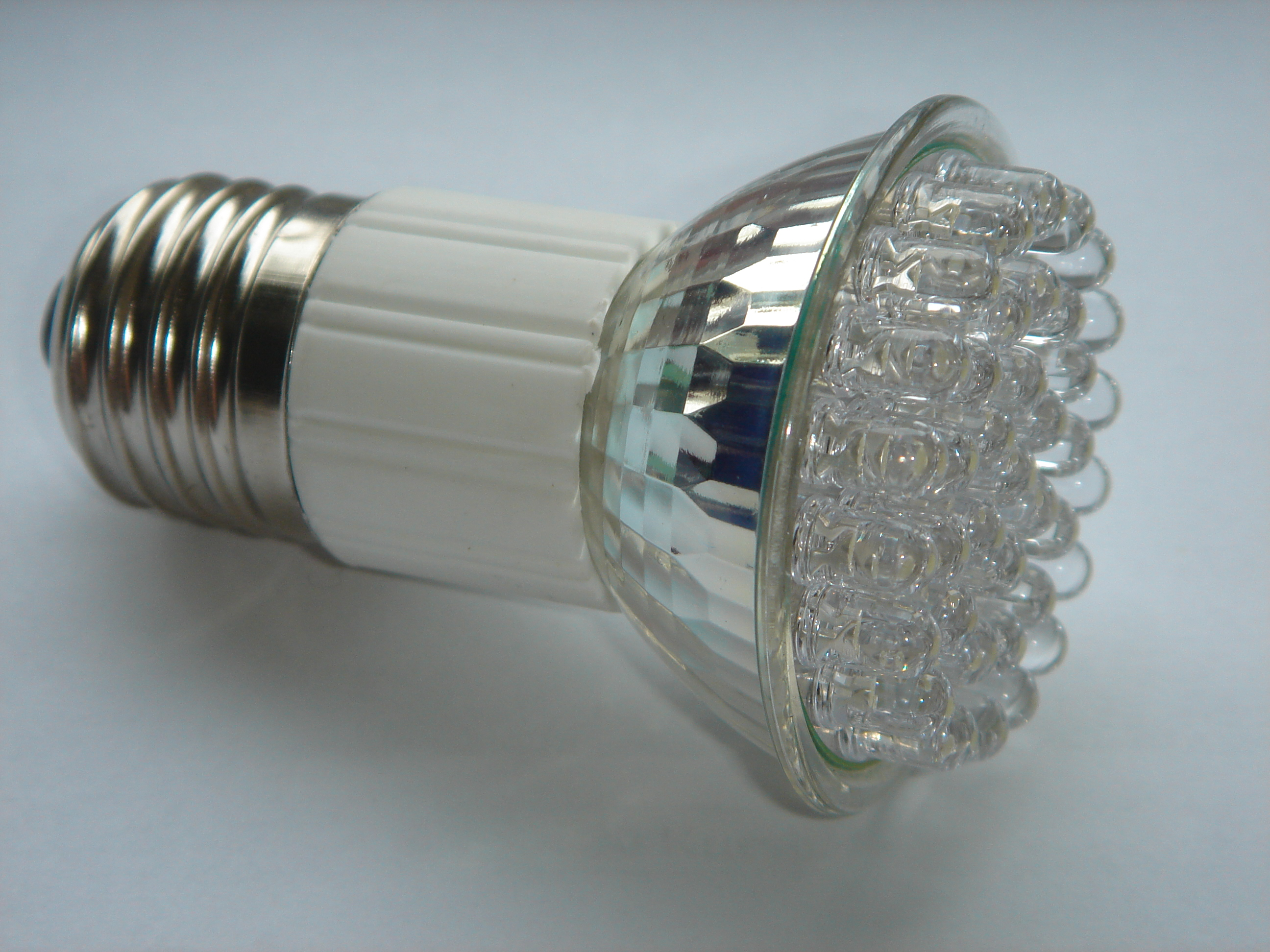
E27 애디슨 스크로우 형태의 LED 램프

고체 상태 조명(solid-state lighting, SSL)은 광원으로 전기 필라멘트나 가스를 사용하지 않고 발광 다이오드(light-emitting diode, LED), 유기 발광 다이오드(organic light-emitting diode, OLED), 중합체 발광 다이오드(polymer light-emitting diode, PLED)를 사용한 조명의 종류를 의미한다.
솔리드 스테이트 디바이스 등에서 사용되는 ‘고체 상태'라는 용어는 발광 다이오드에서 빛이 전통적인 백열등과 형광등이 진공 필라멘트나 가스 튜브로 발광하는 것과 다르게 반도체의 표면인 고체 물체에서 발광한다는 사실을 가리킨다. 그러나 전통적인 조명과 다르게, 솔리드 스테이트 라이팅은 발열과 기생 에너지 손실을 크게 감소시키면서 발광한다. 게다가, 고체 상태로 인하여 충격, 진동이나 마모의 내성이 강하며 그것으로 인하여 수명이 크게 증가했다.

## 같이 보기
- LED 램프
- 광원 목록